# 愛月ひかる
愛月 ひかる（あいづき ひかる、8月23日 - ）は、日本の女優。元宝塚歌劇団星組2番手スター。
千葉県市川市、私立日出学園中学校出身。身長173cm。血液型A型。愛称は「愛ちゃん」。

## 来歴
2005年、宝塚音楽学校入学。
2007年、宝塚歌劇団に93期生として入団。入団時の成績は20番。星組公演「さくら／シークレット・ハンター」で初舞台。その後、宙組に配属。
舞台映えする容姿で早くから注目を集め、2010年の「誰がために鐘は鳴る」で新人公演初主演。その後も4度に渡って新人公演主演を務める。
2014年の「SANCTUARY」でバウホール公演初主演。
2016年の「エリザベート」では、トップへの登竜門といわれる大役ルキーニに抜擢。
2018年の「不滅の棘」（ドラマシティ・日本青年館公演）で、東上公演初主演。
2019年2月26日付で宙組3番手から専科へ異動となるが、11月1日付で星組へ異動となった。
2020年、礼真琴・舞空瞳トップコンビ大劇場お披露目となる「眩耀の谷／Ray」より、新生星組の2番手に昇格。
2021年の「マノン」（バウホール・KAAT神奈川芸術劇場公演）で、2度目の東上公演主演。同年12月26日、「柳生忍法帖／モアー・ダンディズム!」東京公演千秋楽をもって、宝塚歌劇団を退団。退団公演では2番手としては異例となるサヨナラショーが行われた。
退団後は舞台出演の他に、宝塚受験スクール「Classy Lessons クラレス」のプロデューサーも務めている。

## 宝塚歌劇団時代の主な舞台

### 初舞台
- 2007年3 - 4月、星組『さくら』『シークレット・ハンター』（宝塚大劇場のみ）[10]

### 宙組時代
- 2007年6 - 7月、『バレンシアの熱い花』『宙 FANTASISTA!』（宝塚大劇場）
- 2007年8 - 9月、『バレンシアの熱い花』『宙 FANTASISTA!!』（東京宝塚劇場）
- 2008年2 - 5月、『黎明（れいめい）の風』『Passion 愛の旅』
- 2008年7月、『雨に唄えば』（梅田芸術劇場）
- 2008年9 - 12月、『Paradise Prince（パラダイス プリンス）』 - 新人公演：ジョン・メンフィールド（本役：鳳翔大）『ダンシング・フォー・ユー』
- 2009年2月、『外伝 ベルサイユのばら-アンドレ編-』 - エベール・シニエ『ダンシング・フォー・ユー』（中日劇場）
- 2009年4 - 7月、『薔薇に降る雨』『Amour それは…』
- 2009年8 - 9月、『逆転裁判2 -蘇る真実、再び…-』（バウホール・赤坂ACTシアター）
- 2009年11 - 2010年2月、『カサブランカ』 - アンリ、新人公演：シュトラッサー少佐（本役：悠未ひろ）
- 2010年3 - 4月、『シャングリラ-水之城-』（ドラマシティ・日本青年館） - 紅
- 2010年5 - 8月、『TRAFALGAR（トラファルガー）』 - ジョサイア、新人公演：ナポレオン・ボナパルト（本役：蘭寿とむ）『ファンキー・サンシャイン』
- 2010年9月、『銀ちゃんの恋』（全国ツアー） - ジミー
- 2010年11 - 2011年1月、『誰がために鐘は鳴る』 - 新人公演：ロバート・ジョーダン（本役：大空祐飛） 新人公演初主演[8][2]
- 2011年3月、『記者と皇帝』（日本青年館・バウホール） - ブルース・レッドマン
- 2011年5 - 8月、『美しき生涯』 - 新人公演：石田三成（本役：大空祐飛）『ルナロッサ』 新人公演主演[18][2]
- 2011年10 - 12月、『クラシコ・イタリアーノ』 - ファビオ・ボナーニ、新人公演：レナード・デルーカ（レニー）（本役：凰稀かなめ）『NICE GUY!!』
- 2012年2月、『仮面のロマネスク』 - ヴァレリー／ヴァルモンの影『Apasionado!!II』（中日劇場）
- 2012年4 - 7月、『華やかなりし日々』 - ボブ・ホークス、新人公演：ロナウド・フィリップス（アレクサンドル・ウォリスキー）（本役：大空祐飛）『クライマックス』 新人公演主演[18][2]
- 2012年8 - 11月、『銀河英雄伝説@TAKARAZUKA』 - ワーレン、新人公演：パウル・フォン・オーベルシュタイン（本役：悠未ひろ）
- 2013年1月、『逆転裁判3 検事マイルズ・エッジワース』（ドラマシティ・日本青年館） - タイレル・バッド
- 2013年3 - 6月、『モンテ・クリスト伯』 - アルベール、新人公演：エドモン・ダンテス（本役：凰稀かなめ）『Amour de 99!!-99年の愛-』 新人公演主演[19][2]
- 2013年7 - 8月、『うたかたの恋』 - フェルディナンド大公『Amour de 99!!-99年の愛-』（全国ツアー）
- 2013年9 - 12月、『風と共に去りぬ』 - チャーリー、新人公演：ベル・ワットリング（本役：緒月遠麻）
- 2014年2 - 3月、『翼ある人びと-ブラームスとクララ・シューマン-』（ドラマシティ・日本青年館） - フランツ・リスト
- 2014年5 - 7月、『ベルサイユのばら-オスカル編-』 - アルマン
- 2014年9月、『SANCTUARY（サンクチュアリ）』（バウホール） - アンリ･ド・ナヴァール バウ初主演[10][2]
- 2014年11 - 2015年2月、『白夜の誓い -グスタフIII世、誇り高き王の戦い-』 - レーベンイェルム『PHOENIX 宝塚!!-蘇る愛-』
- 2015年3 - 4月、『TOP HAT』（梅田芸術劇場・赤坂ACTシアター） - アルベルト・べディーニ
- 2015年6 - 8月、『王家に捧ぐ歌』 - ケペル
- 2015年10 - 11月、『メランコリック・ジゴロ』 - バロット『シトラスの風III』（全国ツアー）
- 2016年1 - 3月、『Shakespeare〜空に満つるは、尽きせぬ言の葉〜』 - サウサンプトン伯ヘンリー・リズリー『HOT EYES!!』
- 2016年5月、『ヴァンパイア・サクセション』（ドラマシティ・KAAT神奈川芸術劇場） - ノイマン・ヘルシング
- 2016年7 - 10月、『エリザベート-愛と死の輪舞（ロンド）-』 - ルイジ・ルキーニ[11][10][12][7][5]
- 2016年11 - 12月、『双頭の鷲』（バウホール・KAAT神奈川芸術劇場） - フェーン伯爵
- 2017年2 - 4月、『王妃の館-Château de la Reine-』 - 金沢貫一『VIVA! FESTA!』[12]
- 2017年6月、『A Motion（エース モーション）』（梅田芸術劇場・文京シビックホール）
- 2017年8 - 11月、『神々の土地』 - ラスプーチン『クラシカル ビジュー』[12]
- 2018年1月、『不滅の棘（とげ）』（ドラマシティ・日本青年館） - エリイ・マクロプロス 東上初主演[9][2]
- 2018年3 - 6月、『天（そら）は赤い河のほとり』 - 黒太子マッティワザ『シトラスの風-Sunrise-』
- 2018年7 - 8月、『WEST SIDE STORY』（梅田芸術劇場） - ベルナルド
- 2018年10 - 12月、『白鷺（しらさぎ）の城（しろ）』 - 殿上人／安倍保名／祭禮の男『異人たちのルネサンス』 - グイド司教[10]
- 2019年2月、『黒い瞳』 - プガチョフ『VIVA! FESTA! in HAKATA』（博多座）

### 専科時代
- 2019年5月、星組『アルジェの男』 - ジャック『ESTRELLAS（エストレ―ジャス）〜星たち〜』（全国ツアー）[2]

### 星組時代
- 2020年2 - 3月、『眩耀（げんよう）の谷〜舞い降りた新星〜』 - 管武将軍『Ray-星の光線-』（宝塚大劇場）[3]
- 2020年7 - 9月、『眩耀（げんよう）の谷〜舞い降りた新星〜』 - 管武将軍『Ray-星の光線-』（東京宝塚劇場）
- 2020年11月、『エル・アルコン-鷹-』 - ルミナス・レッド・ベネディクト『Ray-星の光線-』（梅田芸術劇場）[4]
- 2021年2 - 5月、『ロミオとジュリエット』 - ティボルト[注釈 1]／死[注釈 2][1]
- 2021年7月、『マノン』（バウホール・KAAT神奈川芸術劇場） - ロドリゴ 東上主演[14][15]
- 2021年9 - 12月、『柳生忍法帖』 - 芦名銅伯／天海大僧正『モアー・ダンディズム!』 退団公演[9][2]

### 出演イベント
- 2012年12月、タカラヅカスペシャル2012『ザ・スターズ!〜プレ・プレ・センテニアル〜』
- 2014年12月、タカラヅカスペシャル2014『Thank you for 100 years』
- 2015年5月、『王家に捧ぐ歌』前夜祭
- 2015年9月、第53回『宝塚舞踊会』
- 2015年12月、タカラヅカスペシャル2015『New Century，Next Dream』
- 2016年12月、タカラヅカスペシャル2016『Music Succession to Next』
- 2017年12月、タカラヅカスペシャル2017『ジュテーム・レビュー-モン・パリ誕生90周年』
- 2018年2月、『宙組誕生20周年記念イベント』
- 2019年6月、『吉崎憲治&岡田敬二 ロマンチックコンサート』（外部出演）
- 2019年7月、『宝塚巴里祭2019』 主演[20][2]
- 2019年10月、第55回『宝塚舞踊会〜祝舞御代煌（いわいまうみよのきらめき）〜』
- 2019年12月、タカラヅカスペシャル2019『Beautiful Harmony』
- 2021年11月、愛月ひかるディナーショー『All for LOVE』 主演[9]

## 宝塚歌劇団退団後の主な活動

### 舞台
- 2022年9月、『Dramatic City “夢”』（東京建物 Brillia HALL・ドラマシティ）[2]
- 2022年10 - 11月、『ファンタスティックス』（シアタークリエ） - エル・ガヨ[21]
- 2024年2月、『ジョルジュ＆ミッシェル ショパンを創った、ふたり』（三越劇場）[22]
- 2024年5 - 6月、『ベルサイユのばら50～半世紀の軌跡～』（梅田芸術劇場・東京建物 Brillia HALL・御園座）[23]
- 2024年12月、『RUNWAY』（梅田芸術劇場・KAAT神奈川芸術劇場）[24]
- 2025年2月、『東京物語』（三越劇場）[25]

### ラジオドラマ
- 2022年8 - 9月、『軽業師タチアナと大帝の娘』（全15回、NHK-FM） - アンナ・レオポルドヴナ[26]
- 2024年5月、『逆光のシチリア』（全10回、NHK-FM） - ペトロニラ[26]

### ライブ・コンサート
- 2023年10月、朝夏まなと20th+1st Anniversary Concert『MANA-TRIP』（東京国際フォーラム）[27]
- 2024年5月、MANATO ASAKA CONCERT『MANA-TRIP』（東京建物 Brillia HALL）[28]

## 受賞歴
- 2013年、『宝塚歌劇団年度賞』 - 2012年度新人賞[29]
- 2020年、『宝塚歌劇団年度賞』 - 2019年度努力賞[30]